# Bouna
Bouna är en ort i Elfenbenskusten. Den ligger i distriktet Zanzan, i den nordöstra delen av landet, 400 km nordost om huvudstaden Yamoussoukro.